# 아치볼드 알렉산더
아치볼드 알렉산더(Archibald Alexander, 1772년 4월 17일 – 1851년 10월 22일)는 미국 장로교 신학자였으며, 프린스턴 신학교의 교수였다. 버지니아주에 있는 함프덴-시드니 대학교의 총장을 9년의 기간 동안 하였다. 프린스턴 신학교에서 1812년부터 1851년까지 최초의 교수였다.

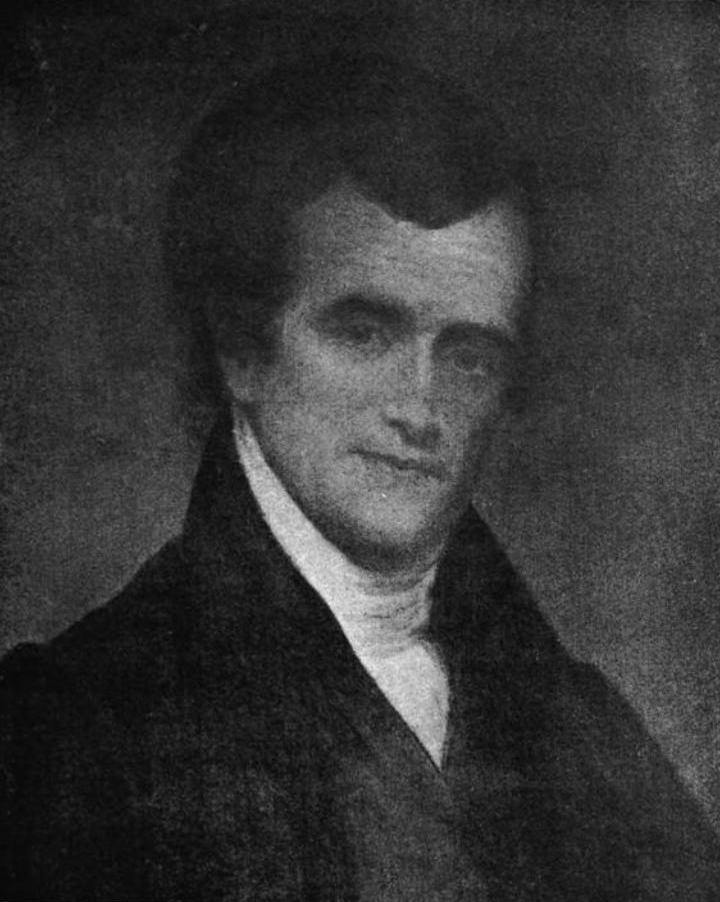
아치볼드 알렉산더

그의 조부는 스코틀랜드사람으로 펜실베니아주로 이민왔다.

## 생애
버지니아주에서 출생하였고 접경지역에서 자랐다. 장로교 집안에서 자랐지만, 열일곱살까지 신앙을 갖지 않았다.
한 침례교 목회자의 집에서 그는 소암 제닌의 《크리스쳔 종교의 내적 증거들》에 대한 책을 읽었다.
어느 주일 저녁에 한 노인에게 존 플라벨의 책을 읽고 있던 중, 그 책의 내용이 모두 자신에게 적용되는 것을 느낀 그는 회심을 하였다.
나는 기도했습니다.. 그리고 나서 성경을 읽었습니다. 다시 기도했습니다, 그리고 다시 성경을 읽었습니다. 또 다시 기도와 성경을 읽기를 내 힘이 모두 소진될 때까지 반복하였습니다. .
하지만 내가 더 열심을 낼 수록 내 마음은 더 황량해지고 있었습니다. 그런 노력을 막 자제하려고 하자, 나는 극심한 무기력감에 빠져 필사적으로 하나님께 나를 이 극한 상황에서 도와달라고 소리치며 울었습니다.. 나는 바닥에 무릎을 꿇고 한 가지만 소원을 들어달라고 애걸했죠. 그 때, 한 순간에 나는 십자가위에 있는 그리스도를 보았습니다. 그 경험은 내 인생에 지금까지 없던 경험이었죠. 그러한 은혜의 모든 계획이 너무 선명하게 느껴졌습니다.. 나는 하나님께서 나를 '그저 이 모습대로' 받아주시기 위해 나를 설득하고 있음을 느꼈습니다. 그것은 내가 한번도 경험하지 못한 구원의 '거져주심'이었습니다. 하지만 나는 언제나 내 손에 어떤 댓가를 가득 담아 오려고 했습니다. 그리스도를 영접하기 위해서 나 자신을 준비하려고 했습니다. 이제야 나는 바로 그 때, 그의 모든 직분을 받을 수 있었습니다. 내 영혼은 진정으로 말할 수 없는 기쁨과 충만한 영광을 느꼈습니다.

1807년 - 1812년 필라델피아의 파인 스트리트 교회에서 목회하였다.
1812년 - 1851년 프린스턴 신학교의 최초의 교수로 부임하여 39년간 재직하였다.

## 자녀들
- 제임스 W. 알렉산더 (1804-1859), 프린스턴 대학원과 장로교 목사였으며 그의 아버지에 대한 글을 썼다.
- 윌리암 C. 알렉산더 (1806-1874)은 뉴저지 상원의원이었다.
- 조셉 A. 알렉산더 (1809-1860)는 프린스턴 신학교의 성경학자였다.

## 알렉산더의 영향을 받은 인물들
- 찰스 핫지

## 알렉산더에게 영향을 준 인물들
- 프란시스 튜레틴
- 존 위더스푼

## 작품
- Christ's gracious invitation
- Biographical sketches of the founder, and principal alumni of the Log college : together with an account of the revivals of religion, under their ministry
- Outlines of moral science
- Love to an unseen saviour
- A history of the Israelitish nation, from their origin to their dispersion at the destruction of Jerusalem by the Romans
- A history of colonization on the western coast of Africa
- An address to candidates for the ministry : on the importance of aiming at eminent piety in making their preparation for the sacred office
- Suggestions in vindication of Sunday-schools, but more especially for the improvement of Sunday-school books, and the enlargement of the plan of instruction
- The evidences of Christianity
- Thoughts on the education of pious and indigent candidates for the ministry
- Thoughts on religious experience (1844년)
- Thoughts on religious experience' To which is added an appendix, containing "Letters to the aged," &c., &c
- A discourse occasioned by the burning of the theatre in the city of Richmond, Virginia, on the twenty-sixth of December, 1811. By which lawful calamity a large number of lives were lost. Delivered in the Third Presbyterian church, Philadelphia, on the eighth day of January, 1812, at the request of the Virginia students attached to the medical class in the University of Pennsylvania
- The canon of the Old and New Testaments ascertained
- The canon of the Old and New Testaments ascertained; or, The Bible, complete, without the Apocrypha and unwritten traditions (Entered, according to the Act of Congress, in the year 1851 by A.W. Mitchell in the office of the Clerk of the District Court for the Eastern District of Pennsylvania.)
- Evidences of the authenticity, inspiration and canonical authority of the Holy Scriptures
- Practical sermons to be read in families and social meetings (1850년)
- Practical truths (1851년)
- A brief compend of Bible truth
- A brief outline of the evidences of the Christian religion
- A dialogue between a Presbyterian and a "Friend"
- A Memorial of Mrs. Margaret Breckinridge
- Love to an unseen saviour
- Remarks on a paragraph in the Rev. Doctor Davidson's History of the Presbyterian Church in Kentucky : in reference to the character of the late Mr. John Lyle, ruling elder in the Timberridge Church, Virginia
- The way of salvation familiarly explained : in a conversation between a father and his children
- A pocket dictionary of the Holy Bible. Containing, a historical and geographical account of the persons and places mentioned in the Old and New Testaments: and also a description of other objects, natural, artificial, civil, religious, and military; together with a copious reference to texts of Scripture under each important word

### 설교
- Alexander, Archibald (1829). “The Nature and Means of Growth in Grace”. 《National Preacher》 (New-York) III (8): 113–121. 2013년 3월 27일에 확인함.

- Alexander, Archibald (1829). “Means of Growth in Grace”. 《National Preacher》 (New-York) III (8): 121–128. 2013년 3월 27일에 확인함.

1. ↑  Carey, Patrick W.; Joseph T. Lienhard (2000). 《Biographical Dictionary of Christian Theologians》. Westport, CT: Greenwood Press. 12–13쪽. ISBN 978-0-313-03344-5.
2. ↑  “Alexander Inaugurated at Princeton (1812)”. 《This Day in Presbyterian History》. 2017년 8월 12일. 2018년 7월 1일에 원본 문서에서 보존된 문서. 2017년 8월 12일에 확인함.
3. ↑  Hurt, M., & the Dictionary of Virginia Biography. William Alexander Caruthers (1802–1846). (2014, February 6). In Encyclopedia Virginia. Retrieved from http://www.EncyclopediaVirginia.org/Caruthers_William_Alexander_1802-1846.
4. ↑  Hoffecker, W. Andrew, 1941-. 〈1, ARCHIBALD ALEXANDER: PRINCETON PASTOR〉. 《Piety and the Princeton theologians : Archibald Alexander, Charles Hodge, and Benjamin Warfield》. Phillipsburg, N.J. 2쪽. ISBN 0-87552-280-7.
5. ↑  Gutjahr, Paul C. (2011). 〈9.Happy Jaunts〉. 《Charles Hodge : guardian of American orthodoxy》. Oxford: Oxford University Press. 57쪽. ISBN 978-0-19-974042-0.